# Maison Cariage
Pour les articles homonymes, voir Cariage.
La maison Cariage est une maison historique de la ville de Vesoul, en Haute-Saône. Il est l'un des plus anciens édifices d'habitation de la ville encore existants.
La maison Cariage constitue par ailleurs l'un des rares exemples de maisons à colombages à Vesoul.

## Situation

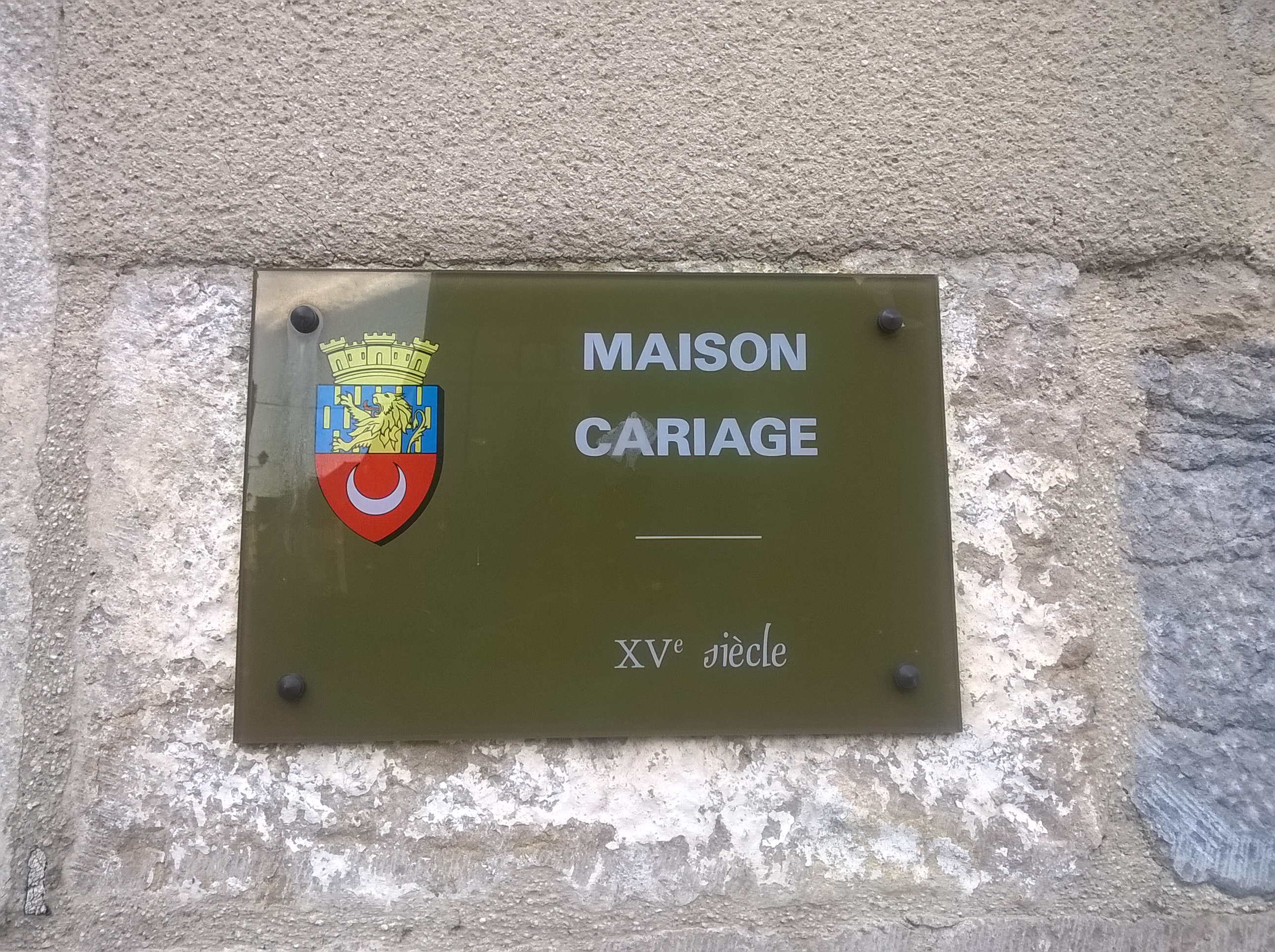
Plaque de l'édifice.

L'édifice se trouve 1 rue Baron-Bouvier (autrefois faubourg Haut), dans la partie Est du Vieux-Vesoul.

## Histoire
La maison Cariage fut construite approximativement entre 1500 et 1530. Au XVIIIe siècle, la maison est tenue par la famille Cariage dont Claude-Basile Cariage est un descendant. Cette famille dirigea au sein de cette maison une apothicaire pendant trois générations,,,,
Gaston Coindre déclara à propos de cette bâtisse : 

« Elles sont très rares en Franche-Comté, ces maisons à pignons... Ici le crépissage dissimule sans réserve un bâtis sommaire : le premier étage seul est en encorbellement sur le rez-de-chaussée... La situation surtout est originale : à une bifurcation angulaire, en échaudé, disait-on au vieux Paris, la bicoque semble déposée comme un bibelot de Nuremberg, toute petite, en contre-bas, au pied du vieux pignon dentelé qui se  dresse à l'entrée de la rue du Châtelet, fier et imposant... C'est là que trois générations de Cariage, apothicaires héréditaires, ont passé leur vie. »